# William Wauer
William Wauer  (né le 26 octobre 1866 à Oberwiesenthal et mort le 10 mars 1962 à Berlin-Ouest) est un écrivain, critique dramatique, réalisateur, scénariste, producteur de cinéma, éditeur, peintre et sculpteur allemand.

## Biographie
William Wauer est connu pour avoir notamment réalisé en 1915 un film de science-fiction, Der tunnel, qui est l'adaptation du roman éponyme de Bernhard Kellermann.
William Wauer réalisa une trentaine de films muets.

## Filmographie partielle

### Comme réalisateur
- 1913 : Richard Wagner, avec Carl Froelich
- 1914 : Bismarck avec Richard Schott et Gustav Trautschold (de)
- 1914 : Silvesterfeier im Schützengraben
- 1914 : Der Sieger
- 1915 : Auf der Alm
- 1915 : Der geheimnisvolle Wanderer (de)
- 1915 : Der Loder
- 1915 : So rächt sich die Sonne (de)
- 1915 : Der Tunnel
- 1916 : Die Gräfin Heyers (de)
- 1916 : Entehrt
- 1916 : Im Bewußtsein der Schuld
- 1916 : Rosa kann alles
- 1916 : Peter Lump
- 1917 : Am Abgrund
- 1917 : Die Prokurators Tochter
- 1918 :  Die lustigen Weiber von Windsor
- 1918 : An de Waterkant
- 1918 : Vater und Sohn
- 1918 : Doppelt verankert
- 1918 : Die Brüder von Zaarden
- 1918 : Dr. Schotte (de)
- 1918 : Menschen, die durchs Leben irren
- 1918 : Lorenzo Burghardt
- 1918 : Frauen, die der Abgrund verschlingt
- 1919 : Die Gespenster von Garden Hall
- 1919 : Hungernde Millionäre (de)
- 1919 : Die Tochter des Henkers
- 1919 : Carewicz
- 1919 : Mulle, der Frechdachs
- 1920 : Masken (de)
- 1921 : Die Nächte des Cornelis Brouwer
- 1921 : Schönheit des Lebens

### Comme scénariste
- 1913 : Richard Wagner, avec Carl Froelich
- 1914 : Der Sieger
- 1914 : Silvesterfeier im Schützengraben
- 1915 : Der Tunnel
- 1916 : Peter Lump
- 1916 : Im Bewußtsein der Schuld
- 1916 : Entehrt
- 1917 : Am Abgrund
- 1917 : Die Prokurators Tochter
- 1919 : Carewicz

### Comme producteur
- 1916 : Peter Lump
- 1916 : Entehrt
- 1917 : Am Abgrund